# Drewniana armata

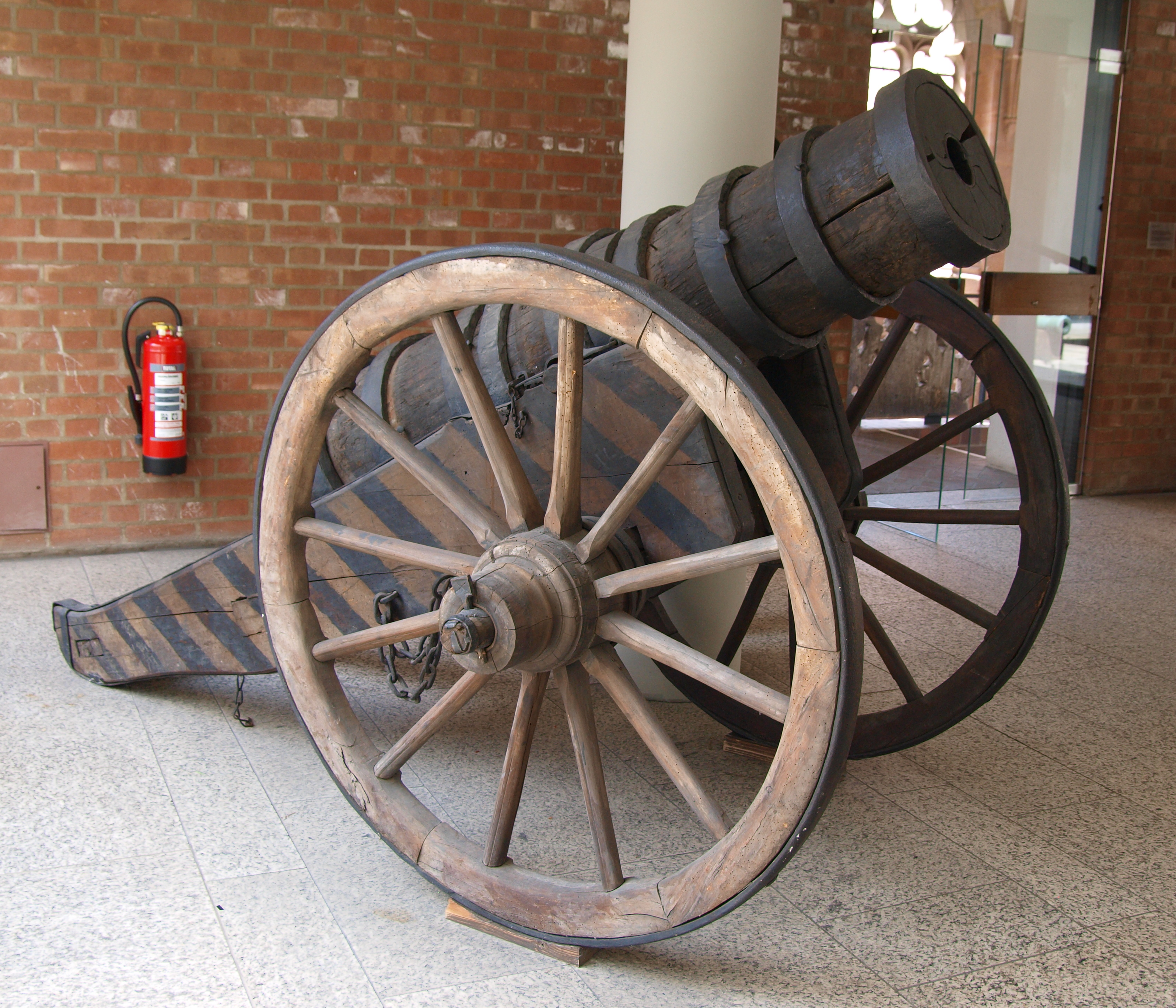
Drewniana armata w Germanisches Nationalmuseum w Norymberdze

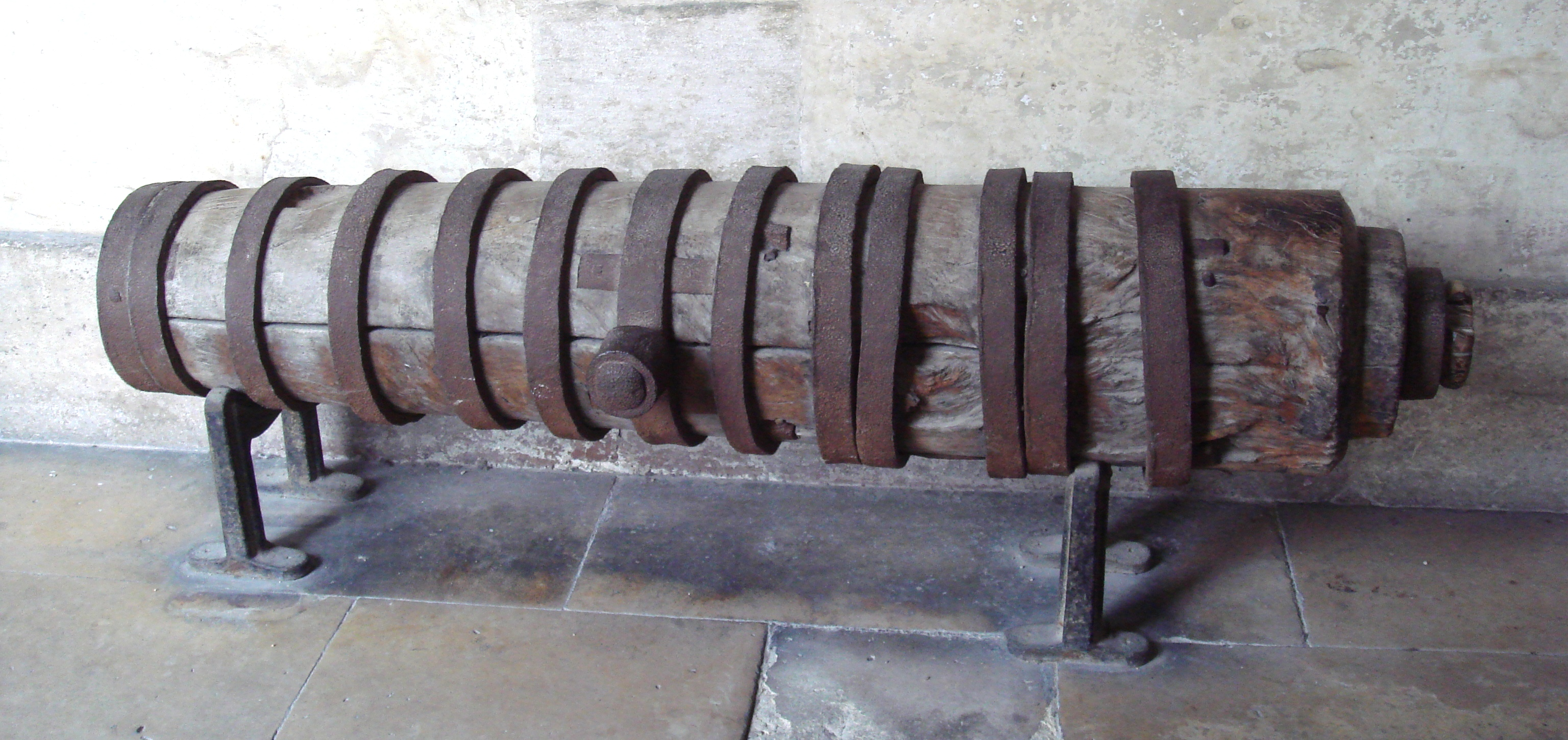
Wietnamska drewniana armata z 1862 w Musée de l’Armée w Paryżu

Drewniana armata – improwizowana broń artyleryjska wykorzystywana z powodzeniem w kilku konfliktach zbrojnych na świecie. Drewniane armaty stosowane były w sytuacji braku dostępu do armat wykonanych z metalu. Wykonywane były z kloca drewna, w którym wiercono przewód lufy. Całość wzmacniano żelaznymi obręczami. Mogły one wytrzymać zaledwie kilka wystrzałów.

## Drewniane armaty w powstaniu chłopskim na Podhalu 1669–1670
W 1669 wojska chorągwi pancernej Jana Wielopolskiego rozłożone na zimowe leże w Nowym Targu dopuściły się nadużyć, co doprowadziło do wybuchu powstania. Kilkuset uzbrojonych chłopów podeszło pod Nowy Targ, ale do starcia nie doszło, bo wojsko wycofało się. Zimowy czas chłopi wykorzystali na przygotowanie się do walki. Wykonano z pni bukowych drewniane armaty. Użyto ich później w bitwie pod Nowym Targiem. Oddano z tych dział przynajmniej dwie salwy. Dwie z tych armat zdobyły później wojska koronne.

## Drewniane armaty w powstaniu wielkopolskim 1848
W czasie trwania powstania wielkopolskiego we wsi Pogrzybów stacjonował nieduży oddział powstańczy. Dysponował on drewnianą armatą, którą wykorzystywano głównie do ćwiczeń „w służbie artylerii”. Armata ta nie została użyta bojowo. 25 kwietnia 1848 oddział pruski uderzył na Polaków i bez walki wziął powstańców do niewoli. Działo się to w tym samym czasie, gdy doszło do bitwy w pobliskim Raszkowie.

Inne drewniane armaty użyte zostały w bitwie pod Sokołowem. Wspomina o tym w swoim pamiętniku uczestnik tych walk Józef Łukomski. Był to lokalny nauczyciel, który podczas powstania awansował na oficera. Opisał to w sposób następujący: 

Za Sokołowem pokazał się nieprzyjaciel i zaczął z armat do nas walić. Część strzelców utworzyła linię tyralierów, innymi strzelcami obstawiono kolumny kosynierów, nasi ułani ustawili się na trakcie do Gniezna, aby bronić naszych armatek, jednej mosiężnej i dwóch drewnianych, które dzielnie odpowiadały na strzały nieprzyjaciela.

## Drewniane armaty w powstaniu węgierskim 1848–1849
W czasie trwania powstania węgierskiego na terenie Bieszczadów działały polskie oddziały partyzanckie toczące walki z wojskami austriackimi. W 1849 doszło do wygranej bitwy pod Komańczą. Była to zasadzka na przełęczy górskiej. Polacy w bitwie tej z powodzeniem użyli 40 drewnianych armat, ukrytych w lesie. Armaty wykonane były z drewna bukowego. Nabito je kartaczami, a strzelano z bliskich odległości. Z armat tych wystrzelano tylko raz, a potem porzucono. Strzelano z nich salwami po 10 armat naraz. Zaskoczeni Austriacy szybko się wycofali, tracąc w bitwie kilkudziesięciu zabitych. Powstańcy nie mieli żadnego zabitego, a tylko 15 rannych. W ręce powstańców wpadło 500 karabinów i kilkanaście wozów taborowych.

## Drewniane armaty w powstaniu styczniowym 1863–1864
Najbardziej znanym użytkownikiem drewnianych armat w powstaniu styczniowym był generał Marian Langiewicz, który przed powstaniem był oficerem pruskiej artylerii. Nauczał też zagadnień związanych z artylerią w Polskiej Szkole Wojskowej. W czasie powstania styczniowego dowodził jednym z oddziałów powstańczych. Na początku powstania zorganizował warsztaty i wyprodukował dwie drewniane armaty. Jeden z żołnierzy Langiewicza, Henryk Samborski w swoich wspomnieniach opisał armaty Langiewicza w następujący sposób (pisownia oryginalna): 

Drewniane armaty, budowane były z wyżłobionych w środku kloców, wzmacnianych żelaznemi obręczami. Po kilku wystrzałach zdejmowano obręcze, aby służyły w dalszym ciągu do nowych armat, a zużyte drzewo wyrzucano. W porównaniu z dzisiejszemi udoskonalonemi działami, nabijanemi z tyłu pociskami stalowemi, owe armaty drewniane wyglądały do pewnego stopnia na zabawki, jednakże śmiało mogę zaręczyć, że nie były mniej szkodliwe, niż ówczesne armaty artylerii rosyjskiej, której strzały zwykle były bezowocne. Nie pamiętam bowiem, czym od gęsto padających ku nam strzałów, widział choć jednego zabitego lub rannego żołnierza.

 Drewniane armaty Langiewicza z powodzeniem zostały wykorzystane bojowo w bitwie pod Świętym Krzyżem dnia 12 lutego 1863. Bitwę tę Polacy wygrali. Wykorzystanie takich armat opisał w swoich wspomnieniach Władysław Zapałowski (pisownia oryginalna):

Od strony Słupi – gdyż tylko stąd był możliwy napad usypano baterię i postawiono dwie armaty drewniane, na sposób tych, jakiemi posługiwał się generał Bem w czasie powstania Węgrów. Śmiano się z tych armat, jednak jak wkrótce się pokaże, wielką oddały usługę. [...] Nasi rozrzuceni po lesie i krzakach w tyralierkę, mężnie stawiali czoło, a gdy nieprzyjaciel podsuwał się coraz bliżej, Langiewicz kazał dać ognia z owych drewnianych armat. Nieprzyjaciel zdumiony stanął nie spodziewając się zastać armat, obrzucony gradem kul i natarczywością kosynierów zaczął się cofać.

## Drewniane armaty w powstaniu kwietniowym 1876
Głównym ośrodkiem powstania kwietniowego w Bułgarii było Panagjuriszte. Wieczorem 30 kwietnia (starego stylu) siły osmańskie rozpoczęły oblężenie miasta od przygotowania artyleryjskiego. Powstańcy mogli odstrzeliwać się wyłącznie z pojedynczej drewnianej armaty, która rozpękła się po trzecim wystrzale. Amunicja do broni ręcznej była także na wyczerpaniu. Po zapadnięciu zmroku Chwyrkowata Czeta (dosłownie „Lotna Czeta” – legendarny oddział lekkiej kawalerii powstańczej), prowadzona przez w znacznej mierze kierującego powstaniem Georgiego Benkowskiego, przerwała się na szable i bagnety przez pierścień oblężenia, aby kontynuować walkę partyzancką w górach. Miasto upadło jeszcze tej samej nocy.